# Giurgiu

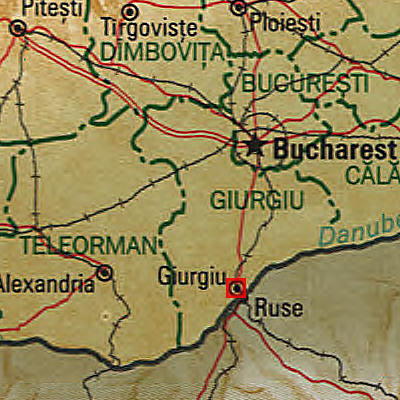
Giurgiu (rotes Viereck) - Rumänien - Nachbarorte: Russe (Bulgarien), Alexandria, Bukarest, Ploiești, Târgoviște, Pitești

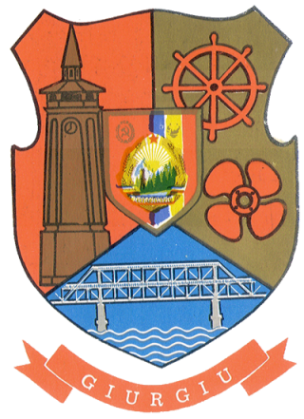
Wappen der Stadt Giurgiu, zur Zeit des Realsozialismus

Giurgiu (Ausspracheⓘ; deutsch veraltet Zurz) ist eine Stadt in Rumänien, Hauptstadt des gleichnamigen Kreises.

## Geographische Lage
Giurgiu liegt am Unterlauf der Donau, an der Bahnstrecke Bukarest–Giurgiu und den Europastraßen E 70 und E 85, gegenüber der am anderen Ufer der Donau liegenden bulgarischen Grenzstadt Russe. Beide Städte sind über die Giurgiu-Russe-Freundschaftsbrücke verbunden.
Über die Drum național 5 ist Giurgiu mit der rumänischen Hauptstadt und der Ringautobahn von Bukarest verbunden.

## Name
Die Ursprünge des Namens sind nicht eindeutig geklärt. Eine Theorie besagt, dass die Stadt nach dem Schutzpatron von Genua, San Giorgio benannt wurde. Nicolae Iorga ging davon aus, dass genuesische Seefahrer die Stadt gründeten und auf einer Insel vor dem Hafen eine Zitadelle namens San Giorgio bauten. Anhand historischer Dokumente lässt sich diese Theorie nicht nachweisen. In historischen Dokumenten erscheint der Name erstmals 1394 in einer Urkunde von Mircea cel Bătrân. Die Osmanen nannten die Stadt Yergöğü, von yer 'Erde' + gök 'Himmel' abgeleitet. Der Name wurde wahrscheinlich wegen der Ähnlichkeit zur Aussprache von (San) Giorgio gegeben.

## Geschichte
Von 1417 bis 1829 gehörte die Stadt direkt zum Reich der osmanischen Türken und war somit eines der Zentren des Islam in der Walachei. Im letzten Russisch-Österreichischen Türkenkrieg wurde 1790 in Giurgiu der österreichisch-türkische Waffenstillstand und Vorfrieden geschlossen, der 1791 zum Frieden von Swischtow führte. Vor dem Zweiten Weltkrieg erreichte Giurgiu internationale Bekanntheit als Haltepunkt des Orient-Expresses, der anfangs sogar in der Stadt endete.

## Bevölkerung
Die Stadt hatte 2011 etwa 61.000 Einwohner. Das durchschnittliche jährliche Bevölkerungswachstum beträgt −0,7 %. 17,2 % der Menschen sind erwerbslos. 16,8 % der Bevölkerung sind unter 15 Jahren, 3,6 % sind über 75 Jahre alt.

## Kunst und Kultur
- Philharmonisches Orchester
- Stadtfest ist wie im gegenüberliegenden Russe der 6. Mai (Georgstag).

## Städtepartnerschaften
Giurgiu unterhält (nach unterschiedlichen Angaben) Städtepartnerschaften mit:
- Russe in Bulgarien[6][7]
- Weliko Tarnowo in Bulgarien[6]
- Ismajil in Ukraina[6][7]
- Dunaújváros in Ungarn[6][7]
- Peristeri in Griechenland (geringe Zusammenarbeit)[6]
- İnegöl in der Türkei (geringe Zusammenarbeit)[6]
- Alcudia de Carlet (Provinz Valencia) in Spanien[7] (Städtepartnerschaft im Projekt Green Twinning[5])

## Persönlichkeiten
- Ioan A. Bassarabescu (1870–1952), Schriftsteller, 1909 korrespondierendes Mitglied der Rumänischen Akademie[8]
- Petre Drăgoescu (1887–1974), Politiker (Partidul Comunist Român)
- Ion Vinea (1895–1964), Schriftsteller
- Tudor Vianu (1898–1964), Literaturhistoriker, Kritiker, Philosoph und Übersetzer
- Constantin Teașcă (1922–1996), Fußballtrainer
- Petre Dănică (1927–2001), Politiker und Funktionär
- Ștefan Miu (1935–2015), Fußballspieler und -trainer
- Narcis Coman (* 1946), Fußballspieler